# Championnat de Jamaïque de football 2003-2004
Navigation
Saison précédente Saison suivante
La saison 2003-2004 du Championnat de Jamaïque de football est la trentième édition de la première division en Jamaïque, la National Premier League. Elle rassemble les douze meilleurs clubs du pays au sein d'une poule unique où ils s'affrontent lors de trois phases. En fin de saison, les deux derniers du classement sont relégués et remplacés par les deux meilleurs clubs de deuxième division.
C'est le club de Tivoli Gardens FC qui remporte le championnat cette saison après avoir battu Harbour View FC en finale. C’est le troisième titre de champion de Jamaïque de l’histoire du club.

## Les clubs participants
| - Harbour View FC - Tivoli Gardens FC - Waterhouse FC - Constant Spring - Invaders United - Promu de D2 - Arnett Gardens FC | - Portmore United - Reno FC - Star Cosmos - Promu de D2 - Village United FC - Rivoli United - Seba United |

## Compétition
Le barème de points servant à établir le classement se décompose ainsi :
- Victoire : 3 points
- Match nul : 1 point
- Défaite : 0 point

### Phase régulière
| Rang | Équipe            | Pts | J  | G  | N  | P  | Bp | Bc | Diff |
| ---- | ----------------- | --- | -- | -- | -- | -- | -- | -- | ---- |
| 1    | Tivoli Gardens FC | 70  | 32 | 21 | 4  | 7  | 47 | 23 | +24  |
| 2    | Harbour View      | 65  | 32 | 19 | 7  | 6  | 57 | 28 | +29  |
| 3    | Portmore UnitedT  | 60  | 32 | 17 | 9  | 6  | 44 | 17 | +27  |
| 4    | Village United FC | 58  | 32 | 16 | 10 | 6  | 43 | 22 | +21  |
| 5    | Waterhouse FCC    | 51  | 32 | 13 | 9  | 10 | 44 | 35 | +9   |
| 6    | Rivoli United     | 51  | 32 | 12 | 14 | 6  | 43 | 34 | +9   |
| 7    | Arnett Gardens FC | 45  | 32 | 13 | 6  | 13 | 43 | 40 | +3   |
| 8    | Constant Spring   | 36  | 32 | 10 | 6  | 16 | 26 | 45 | -19  |
| 9    | Reno FC           | 33  | 32 | 8  | 9  | 15 | 30 | 43 | -13  |
| 10   | Invaders UnitedP  | 27  | 32 | 6  | 9  | 17 | 30 | 49 | -19  |
| 11   | Seba United       | 23  | 32 | 5  | 8  | 19 | 27 | 54 | -27  |
| 12   | Star CosmosP      | 16  | 32 | 3  | 7  | 22 | 22 | 66 | -44  |

|  | Qualification pour la phase finale pour le titre                          |
|  | Relégation directe en deuxième division                                   |
|  | T : Tenant du titre C : Vainqueur de la Coupe de Jamaïque P : Promu de D2 |

### Phase finale

#### Demi-finales
| Équipe 1          | Résultat | Équipe 2          | Aller | Retour |
| ----------------- | -------- | ----------------- | ----- | ------ |
| Village United FC | 2 - 7    | Tivoli Gardens FC | 0 - 1 | 2 - 6  |
| Portmore United   | 1 - 2    | Harbour View      | 0 - 0 | 1 - 2  |

#### Finale
| Équipe 1     | Résultat | Équipe 2          | Aller | Retour |
| ------------ | -------- | ----------------- | ----- | ------ |
| Harbour View | 3 - 4    | Tivoli Gardens FC | 1 - 4 | 2 - 1  |

## Bilan de la saison
| Championnat de Jamaïque de football 2003-2004                        |                              |
| Champion                                                             | Tivoli Gardens FC (3e titre) |
| Coupes et trophées                                                   |                              |
| Vainqueur de la Coupe de Jamaïque 2003-2004                          | Waterhouse FC                |
| Qualifications continentales                                         |                              |
| CFU Club Championship 2004                                           | Tivoli Gardens FC            |
| CFU Club Championship 2004                                           | Harbour View                 |
| Promotions et relégations                                            |                              |
| Promus en Jamaïque League                                            | Arlington United             |
| Promus en Jamaïque League                                            | Wadadah FC                   |
| Relégués en Championnat de Jamaïque de football de deuxième division | Seba United                  |
| Relégués en Championnat de Jamaïque de football de deuxième division | Star Cosmos                  |